# Воронко, Виталий Павлович
Виталий Павлович Воронко (род. 22 декабря 1990, Барановичи, СССР) — белорусский артист, музыкант, певец, баянист, композитор, полуфиналист конкурса Britain’s Got Talent (2016), финалист польского шоу Mam's talent (2017), финалист проекта Песня года Беларуси (2024), обладатель тихоокеанского кубка мира по баяну (Австралия, 2015). Музыкант московского театра «‎CRAVE».‎

## Биография
Виталий Воронко родился 22 декабря 1990 года в Барановичах. Там же и окончил музыкальную школу №1. Затем 2006 году поступил в Минское государственное музыкальное училище имени М.И.Глинки.
В 2015 году в Белорусской государственной академии музыки получил классическое музыкальное образование.
В 2011 году стал участником телевизионного конкурса «Академия талантов». В это время артист сотрудничал с белорусским продюсером Владимиром Кубышкиным. Там он сумел добраться до финала проекта.
Шесть раз участвовал в национальном финальном отборе на конкурс Евровидение. В 2021 году с группой Hashmal.
В 2014 году выступил в польском проекте «‎Голос»‎ с белорусскоязычной композицией Balkanica. Жюри вызвало его спеть на бис, а публика скандировала «Виталий» и аплодировала стоя, однако жюри не пропустило минчанина в следующий тур шоу, сославшись на «не формат».
В 2015 году занял первое место в «Австралийском международном чемпионате и фестивале аккордеона».
В мае 2016 года дошел до полуфинала конкурса Britain’s Got Talent. За борьбу в финал сражался с 8 конкурентами. Первым кнопку «Нет» нажал Саймон Коуэлл. Алиша Диксон и Аманда Холден в это время танцевали, но на последней ноте все-таки нажали красные кнопки.
На следующий год выступал и дошел до финала на польской версии Got talent (Mam talent!) совместно с певцом из Нигерии Олиса Оракпосим. Музыканты исполнили хит Майкла Джексона Bad.
С 2023 года начал писать музыку для кино.

## Достижения
- Победитель конкурса «‎Санок-2010» (Польша)[16]
- Первое на международном конкурсе «‎Клингенталь-2009» (Германия)
- Лауреат всемирного конкурса «Вильнюс-2011» (Литва)[17]
- Лауреат фестиваля-конкурса «‎Accoholiday» (Киев , Украина, 2011)
- Лауреат 1 премии международного конкурса «Петро-павловские ассамблеи»(Россия)
- Победитель Australian international accordion championships and festival[17]
- Молодежная премия—2019 в номинации «‎Самый вкусный белорусский хит»‎ (Минск)[18]